# グレンコーブ駅
グレンコーブ駅（英: Glen Cove）とはロングアイランド鉄道 (LIRR) のオイスターベイ支線の駅である。この駅はニューヨーク州グレンコーブ町のダック・ポンド・ロードの北、ピアソール・アベニューとノーフォーク・レーンの間にある。
グレンコーブ駅（旧称:ナッソー）は1985年にa more dignified station to disembarkを探していたプラットやJ・P・モルガンなどのゴールド・コーストの億万長者の要請を受けて建設された。これはこの駅がグレン・ストリート駅からおよそ1マイルの場所に建設された理由を説明している。その絵のように美しい駅は麗しのサブリナ、ハロー・アゲインを含むいくつかの映画やいくつかのコマーシャルで紹介されている。それは整備員がしばしば出入りするナッソーカントリークラブ (Nassau Country Club) の南西の角で見ることができる。
この駅はLIRRで最長で、まっすぐな待合室のベンチを有する - それは長さ35フィートである。
あまり知られていない秘密は西の待合室の壁の後ろに、かつて待合室で顧客に見られた美しい暖炉があることである。
この駅へはバスアクセスが利用できないが（すぐそばのグレン・ストリート駅とは異なり）、現地のタクシーがそこに停車する。

## 駅構造
| 1 | ■オイスターベイ支線 | ニューヨーク方面 （グレン・ストリート）   |
| 2 | ■オイスターベイ支線 | オイスターベイ方面 （ローカスト・バレー） |

この駅は高床の単式ホームを2面有し、どちらも有効長は4両である。1番線に隣接する西側のプラットホームは通常南行きまたはニューヨーク行き列車が使用する。2番線に隣接する東側のプラットホームは通常北行きまたはオイスターベイ行き列車が使用する。オイスターベイ支線はこの場所では2線である。

## 外部リンク

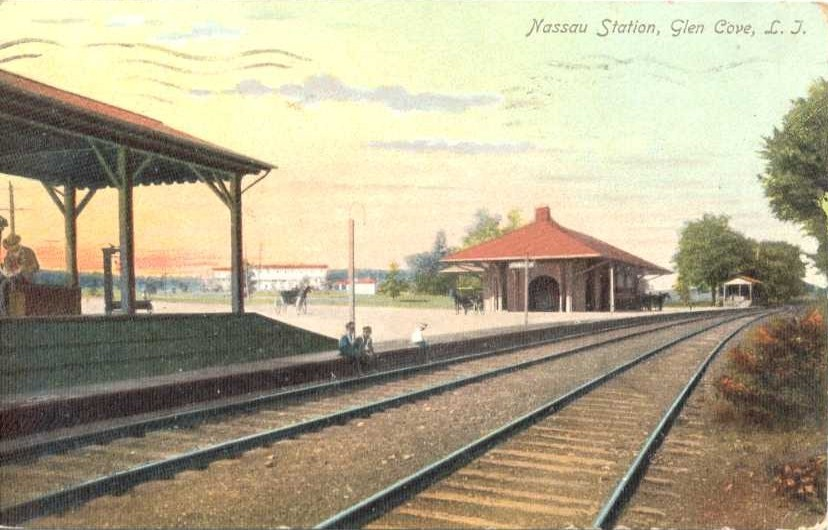
グレンコーブ駅が描かれた1907年のポストカード。注:主な駅舎の南西に貨物置き場がある。